# Nicola Yoon

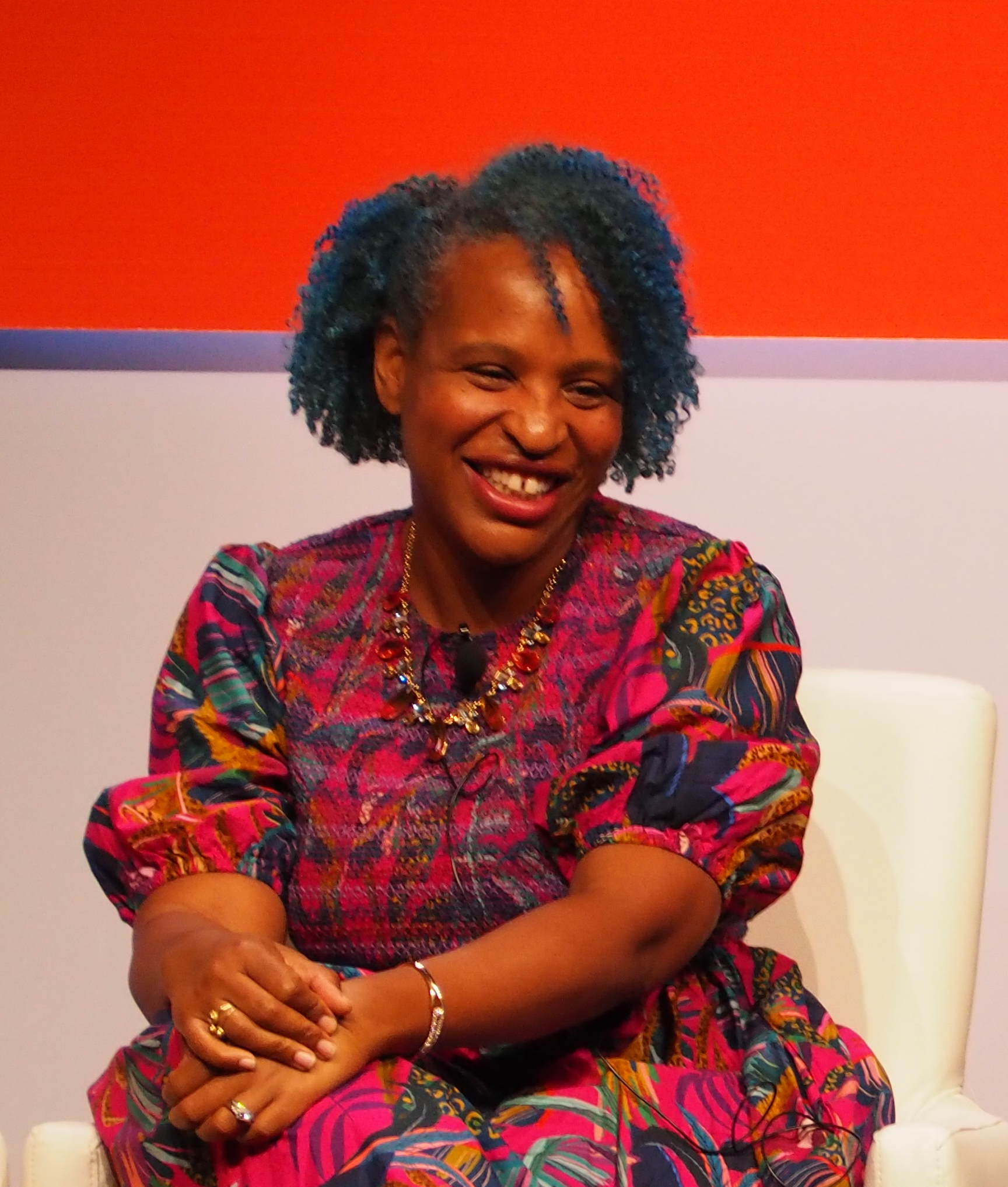
Nicola Yoon, 2022 National Book Festival

Nicola Yoon (* 1. Oktober 1972 in Jamaika) ist eine jamaikanisch-amerikanische Jugendbuchautorin.

## Leben und Werk
Nicola Yoon wuchs in Jamaika und in Brooklyn, New York, auf. Sie studierte Elektrotechnik an der Cornell University in Ithaca, New York. Dort nahm sie an einem Kurs zum kreativen Schreiben teil. Sie arbeitete als Finanzdatenprogrammiererin für Investmentfirmen und erwarb einen Master-Abschluss in kreativem Schreiben am Emerson College in Boston, Massachusetts.
Yoon war zwanzig Jahre lang als Programmiererin tätig, bevor sie ihr erstes Buch veröffentlichte. Die Geburt ihrer Tochter inspirierte sie zur Geschichte ihres Debütromans Everything, everything. Die Sorge um ihr Kind, brachte sie auf die Idee, eine Geschichte über ein 17-jähriges Mädchen zu schreiben, das besonders schutzbedürftig ist. Yoon schrieb drei Jahre neben ihrer Vollzeittägigkeit an ihrem Debüt. Ihr Ehemann, der koreanisch-amerikanische Autor und Grafiker David Yoon, zeichnete die Illustrationen.
Everything, everything wurde im September 2015 veröffentlicht und debütierte als Nummer-1-Bestseller der New York Times für Hardcover-Bücher für junge Erwachsene. Das Buch stand 40 Wochen lang auf der Bestsellerliste. Ein gleichnamiger Film (deutscher Titel Du neben mir) basierend auf dem Buch, adaptiert von J. Mills Goodloe und mit Amandla Stenberg und Nick Robinson in den Hauptrollen, wurde im Mai 2017 veröffentlicht. Regie führte Stella Meghie. Der von Simone Wiemken ins Deutsche übersetzte Titel Du neben mir und zwischen uns die ganze Welt erhielt 2016 eine Nominierung für den Deutschen Jugendliteraturpreis.
Yoons zweites Buch, The Sun is also a Star, erschien im November 2016 und erreichte ebenfalls Platz eins der Bestsellerliste der New York Times. Es war Finalist des National Book Award 2016, wurde in die Liste der bemerkenswerten Kinderbücher des Jahres 2016 der New York Times Book Review aufgenommen, und von Entertainment Weekly sowie den Top 10 Büchern des Jahres 2016 aufgeführt. The Sun is also a Star wurde 2017 als Finalist des Amelia Elizabeth Walden Award geehrt. Auch in Deutschland erhielt der Titel positive Kritik. Im Dezember 2016 wurde bekannt gegeben, dass Warner Brothers und MGM die Filmrechte an dem Buch erworben hatten. Der von Ry Russo-Young inszenierte Film gleichen Titels mit Yara Shahidi und Charles Melton in den Hauptrollen wurde am 17. Mai 2019 veröffentlicht.
Yoon trug zu Because You love to hate me bei, einer Anthologie mit Kurzgeschichten. Diese wurden von 13 Jugendbuchautoren geschrieben, welche wiederum mit 13 BookTubern zusammenarbeiteten, die Schreibanregungen lieferten. Die Anthologie wurde im Juli 2017 veröffentlicht. Als Co-Autorin war sie zudem an Blackout beteiligt. Der Kurzgeschichtenband sechs afroamerikanischer Autoren erschien 2021 in Deutschland und wurde in der Süddeutschen Zeitung positiv besprochen. 2022 erschien Als wir tanzen lernten.
Yoon ist mit der Organisation We Need Diverse Books verbunden, die die Darstellung von Vielfalt in der Literatur fördert. Ihre Bücher sind in 20 Ländern erschienen.
Sie lebt mit ihrem Ehemann und der gemeinsamen Tochter in Los Angeles.

## Veröffentlichungen
- Du neben mir und zwischen uns die ganze Welt. Dressler Verlag, Hamburg 2015, ISBN 978-3-7915-2540-2 (Originaltitel: Everything, everything.).
- The Sun is also a Star. Dressler Verlag, Hamburg 2017, ISBN 978-3-7915-0032-4.
- Blackout: Liebe leuchtet auch im Dunkeln (Co-Autorin). cbj, München 2021, ISBN 978-3-570-16619-2 (Originaltitel: Blackout.).
- Als wir tanzen lernten. cbj, München 2022, ISBN 978-3-570-16631-4 (Originaltitel: Instructions for dancing.).